# Ronde van Spanje 2009/Zestiende etappe
De zestiende etappe van de Ronde van Spanje 2009 werd verreden op 15 september 2009. Het was een vlakke etappe over 170 kilometer van Córdoba naar Puertollano. Onderweg moesten er 2 cols beklommen worden. De etappe werd gewonnen door de Duitser André Greipel die zo de groene trui heroverde op Valverde. Het is zijn derde ritzege in deze Vuelta.

## Uitslagen
| Uitslag etappe | Uitslag etappe    | Uitslag etappe      | Uitslag etappe        | Uitslag etappe |
| rang           | renner            | land                | ploeg                 | tijd           |
| -------------- | ----------------- | ------------------- | --------------------- | -------------- |
| 1              | André Greipel     | Vlag van Duitsland  | Team Columbia         | 4:50.44        |
| 2              | William Bonnet    | Vlag van Frankrijk  | Bbox Bouygues Télécom | z.t.           |
| 3              | Daniele Bennati   | Vlag van Italië     | Liquigas              | z.t.           |
| 4              | Gerald Ciolek     | Vlag van Duitsland  | Team Milram           | z.t.           |
| 5              | Francisco Pacheco | Vlag van Spanje     | Contentpolis-Ampo     | z.t.           |
| 6              | Leonardo Duque    | Vlag van Colombia   | Cofidis               | z.t.           |
| 7              | Jürgen Roelandts  | Vlag van België     | Silence-Lotto         | z.t.           |
| 8              | Sébastien Hinault | Vlag van Frankrijk  | ag2r Prévoyance       | z.t.           |
| 9              | Matti Breschel    | Vlag van Denemarken | Team Saxo Bank        | z.t.           |
| 10             | Iñaki Isasi       | Vlag van Spanje     | Euskaltel-Euskadi     | z.t.           |

| Algemeen klassement | Algemeen klassement | Algemeen klassement       | Algemeen klassement | Algemeen klassement |
| rang                | renner              | land                      | ploeg               | tijd                |
| ------------------- | ------------------- | ------------------------- | ------------------- | ------------------- |
|                     | Alejandro Valverde  | Vlag van Spanje           | Caisse d'Epargne    | 69u 59' 34"         |
| 2                   | Robert Gesink       | Vlag van Nederland        | Rabobank            | + 31"               |
| 3                   | Samuel Sanchez      | Vlag van Spanje           | Euskaltel-Euskadi   | + 1' 10"            |
| 4                   | Ivan Basso          | Vlag van Italië           | Liquigas            | + 1' 28"            |
| 5                   | Cadel Evans         | Vlag van Australië        | Silence-Lotto       | + 1' 51"            |
| 6                   | Ezequiel Mosquera   | Vlag van Spanje           | Xacobeo-Galicia     | + 1' 54"            |
| 7                   | Joaquim Rodríguez   | Vlag van Spanje           | Caisse d'Epargne    | + 5' 53"            |
| 8                   | Paolo Tiralongo     | Vlag van Italië           | Lampre              | + 6' 24"            |
| 9                   | Tom Danielson       | Vlag van Verenigde Staten | Garmin-Slipstream   | + 8' 28"            |
| 10                  | Juan José Cobo      | Vlag van Spanje           | Fuji-Servetto       | + 10' 45"           |

## Nevenklassementen
| Puntenklassement | Puntenklassement   | Puntenklassement   | Puntenklassement | Puntenklassement |
| rang             | renner             | land               | ploeg            | punten           |
| ---------------- | ------------------ | ------------------ | ---------------- | ---------------- |
|                  | André Greipel      | Vlag van Duitsland | Team Columbia    | 105              |
| 2                | Alejandro Valverde | Vlag van Spanje    | Caisse d'Epargne | 80               |
| 3                | Robert Gesink      | Vlag van Nederland | Rabobank         | 68               |

| Bergklassement | Bergklassement     | Bergklassement     | Bergklassement | Bergklassement |
| rang           | renner             | land               | ploeg          | punten         |
| -------------- | ------------------ | ------------------ | -------------- | -------------- |
|                | David Moncoutié    | Vlag van Frankrijk | Cofidis        | 170            |
| 2              | David De La Fuente | Vlag van Spanje    | Fuji-Servetto  | 89             |
| 3              | Damiano Cunego     | Vlag van Italië    | Lampre         | 76             |

| Combinatieklassement | Combinatieklassement | Combinatieklassement | Combinatieklassement | Combinatieklassement |
| rang                 | renner               | land                 | ploeg                | punten               |
| -------------------- | -------------------- | -------------------- | -------------------- | -------------------- |
|                      | Alejandro Valverde   | Vlag van Spanje      | Caisse d'Epargne     | 10                   |
| 2                    | Robert Gesink        | Vlag van Nederland   | Rabobank             | 11                   |
| 3                    | Samuel Sanchez       | Vlag van Spanje      | Euskaltel-Euskadi    | 23                   |

| Ploegenklassement | Ploegenklassement | Ploegenklassement   | Ploegenklassement | Ploegenklassement |
| rang              | ploeg             | land                | tijd              |                   |
| ----------------- | ----------------- | ------------------- | ----------------- | ----------------- |
|                   | Xacobeo-Galicia   | Vlag van Spanje     | 209u 47' 31"      |                   |
| 2                 | Caisse d'Epargne  | Vlag van Spanje     | + 20' 51"         |                   |
| 3                 | Astana            | Vlag van Kazachstan | + 27' 47"         |                   |

1e etappe ·
2e etappe ·
3e etappe ·
4e etappe ·
5e etappe ·
6e etappe ·
7e etappe ·
8e etappe ·
9e etappe ·
10e etappe ·
11e etappe ·
12e etappe ·
13e etappe ·
14e etappe ·
15e etappe ·
16e etappe ·
17e etappe ·
18e etappe ·
19e etappe ·
20e etappe ·
21e etappe
Startlijst · Eindstanden · Afbeeldingen
 winnaars · rode trui · 
 puntenklassement · 
 bergklassement · 
 combinatieklassement · 
 jongerenklassement · 
 ploegenklassement · 
 strijdlust

 Belgische leiderstruidragers · etappewinnaars

 Nederlandse leiderstruidragers · etappewinnaars
1935 · 1936 · 1937 · 1938 · 1939 · 1940 · 1941 · 1942 · 1943 · 1944 · 1945 · 1946 · 1947 · 1948 · 1949 · 1950 · 1951 · 1952 · 1953 · 1954 · 1955 · 1956 · 1957 · 1958 · 1959 · 1960 · 1961 · 1962 · 1963 · 1964 · 1965 · 1966 · 1967 · 1968 · 1969 · 1970 · 1971 · 1972 · 1973 · 1974 · 1975 · 1976 · 1977 · 1978 · 1979 · 1980 · 1981 · 1982 · 1983 · 1984 · 1985 · 1986 · 1987 · 1988 · 1989 · 1990 · 1991 · 1992 · 1993 · 1994 · 1995 · 1996 · 1997 · 1998 · 1999 · 2000 · 2001 · 2002 · 2003 · 2004 · 2005 · 2006 · 2007 · 2008 · 2009 · 2010 · 2011 · 2012 · 2013 · 2014 · 2015 · 2016 · 2017 · 2018 · 2019 · 2020 · 2021 · 2022 · 2023 · 2024 · 2025